# Dell City
Dell City é uma cidade localizada no estado norte-americano de Texas, no Condado de Hudspeth.

## Demografia
Segundo o censo norte-americano de 2000, a sua população era de 413 habitantes.
Em 2006, foi estimada uma população de 411, um decréscimo de 2 (-0.5%).

## Geografia
De acordo com o United States Census Bureau tem uma área de
4,3 km², dos quais 4,3 km² cobertos por terra e 0,0 km² cobertos por água. Dell City localiza-se a aproximadamente 1111 m acima do nível do mar.

## Localidades na vizinhança
O diagrama seguinte representa as localidades num raio de 92 km ao redor de Dell City.